# Hnîlîcikî, Pidvolociîsk
Hnîlîcikî (în ucraineană Гнилички) este un sat în comuna Nove Selo din raionul Pidvolociîsk, regiunea Ternopil, Ucraina.

## Demografie
Componența lingvistică a localității Hnîlîcikî
     Ucraineană (100%)
Conform recensământului din 2001, toată populația localității Hnîlîcikî era vorbitoare de ucraineană (100%).